# 야규번
야규번(일본어: 柳生藩 やぎゅうはん[*])은 야마토국 소에카미군 야규코 (현 나라시 야규 지구)를 다스렸던 번이다.  고쿠다카는 1만석 정도의 작은 번이었찌만, 번주 가문인 야규가 (에도 야규가)는 대대로 쇼군가의 검술 지남역으로서 막각에 힘이 있었다. 번청은 야규 진야이다.

## 번의 역사
번의 선조인 무네노리의 사후, 1만 2500석의 소령은, 유명한 장남 야규 미츠요시 (쥬베에)에게 8300석, 3남임 야규 무네후유에게 4천석, 4남인 로쿠마루 (레츠도우기센)에게 2백석으로 분지되었기 때문에, 야규가는 다이묘에서 하타모토가 되었다. 미츠요시 사후, 무네후유가 그 가독과 남겨진 영지를 잇고 (4천석은 막부에 반납), 게다가 간분 8년 (1668년)에 1700석을 가증받아, 1만석의 영지를 다스리는 다이묘로 복귀했다. 번청은 야규 진야이다.
대대로 번주는 쇼군가의 검술 지남역을 맡기 위해, 에도에 상주하고 있었다.
이후, 야규가가 13대에 걸쳐 지배하였고, 메이지 시대를 맞이했다.

## 역대 번주

### 야규가
후다이 다이묘 - 1만 2500석 → 8300석 (하타모토) → 1만 석
| 대  | 이름     | 이름            | 원호              | 관위                 | 재직기간                                  | 향년 | 양자 입적 전 성씨     |
| --- | -------- | --------------- | ----------------- | -------------------- | ----------------------------------------- | ---- | --------------------- |
| 1   | 柳生宗矩 | 야규 무네노리   | 호토쿠인 (芳徳院) | 종4위하 타지마노카미 | 간에이 13년 - 쇼호 3년 1636년 - 1646년    | 76   |                       |
| (2) | 柳生三厳 | 야규 미츠요시   | 쵸간인 (長岩院)   | -                    | 쇼호 3년 - 게이안 3년 1646년 - 1650년     | 44   |                       |
| 3   | 柳生宗冬 | 야규 무네후유   | -                 | 히다노카미           | 간분 8년 - 엔호 3년 1668년 - 1675년       | 63?  |                       |
| 4   | 柳生宗在 | 야규 무네아리   | 쟛코인 (寂光院)   | 종5위하 츠시마노카미 | 엔호 3년 - 겐로쿠 2년 1675년 - 1689년     | 36   |                       |
| 5   | 柳生俊方 | 야규 토시카타   | -                 | 종5위하 비젠노카미   | 겐로쿠 2년 - 교호 15년 1689년 - 1730년    | 58   |                       |
| 6   | 柳生俊平 | 야규 토시히라   | 토쿠신인 (得心院) | 종5위하 히다노카미   | 교호 15년 - 간포 2년 1730년 - 1742년      | 70   | 히사마츠 마츠다이라가 |
| 7   | 柳生俊峯 | 야규 토시미네   | 다이신인 (大心院) | 종5위하 비젠노카미   | 간포 2년 - 호레키 13년 1742년 - 1763년    | 45   | 사나다가              |
| 8   | 柳生俊則 | 야규 토시노리   | -                 | 종5위하 타지마노카미 | 호레키 13년 - 분카 4년 1763년 - 1807년    | 87   | 마츠마에씨            |
| 9   | 柳生俊豊 | 야규 토시토요   | -                 | 종5위하 히다노카미   | 분카 4년 - 분세이 3년 1807년 - 1820년     | 31   |                       |
| 10  | 柳生俊章 | 야규 토시아키라 | 다이키인 (大機院) | 종5위하 히다노카미   | 분세이 3년 - 가에이 2년 1820년 - 1849년   | 54   |                       |
| 11  | 柳生俊能 | 야규 토시요시   | 다이겐인 (大源院) | 종5위하 히다노카미   | 가에이 2년 - 가에이 3년 1849년 - 1850년   | 21년 | 타누마가              |
| 12  | 柳生俊順 | 야규 토시무네   | 요토쿠인 (陽徳院) | 종5위하 타지마노카미 | 가에이 3년 - 분큐 2년 1850년 - 1862년     | 27   | 고가 타케다가         |
| 13  | 柳生俊益 | 야규 토시마스   | 유신인 (雄心院)   | 종5위하 타지마노카미 | 분큐 2년 - 메이지 시대2년 1862년 - 1869년 | 77   | 고가 타케다가         |

## 막부 말기의 영지
- 야마토국
  - 소에카미군 중 - 8개 마을
  - 야마베군 중 - 10개 마을 (그 중 1개 마을은 츠번과 상급이 됨)
- 야마시로국
  - 소우라쿠군 중 - 7개 마을

메이지 유신 이후, 소에카미군 1개 마을에 상급하는 하타모토령과 야마베군 2개 마을 (구 츠번령 1개 마을, 야나기모토번령 1개 마을)이 추가 되었다.

## 같이 보기
- 호토쿠지
- 구 야규번 가로 저택